# Mercedes-Benz W223
Mercedes-Benz W223 — модель великого (повнорозмірного) автомобіля класу люкс автомобільної преміуммарки Mercedes; сьоме покоління S-класу, який прийшов на зміну Mercedes-Benz W222. Офіційна презентація відбулася 2 вересня 2020 року, продаж на авторинку з грудня 2020 року.

## Історія

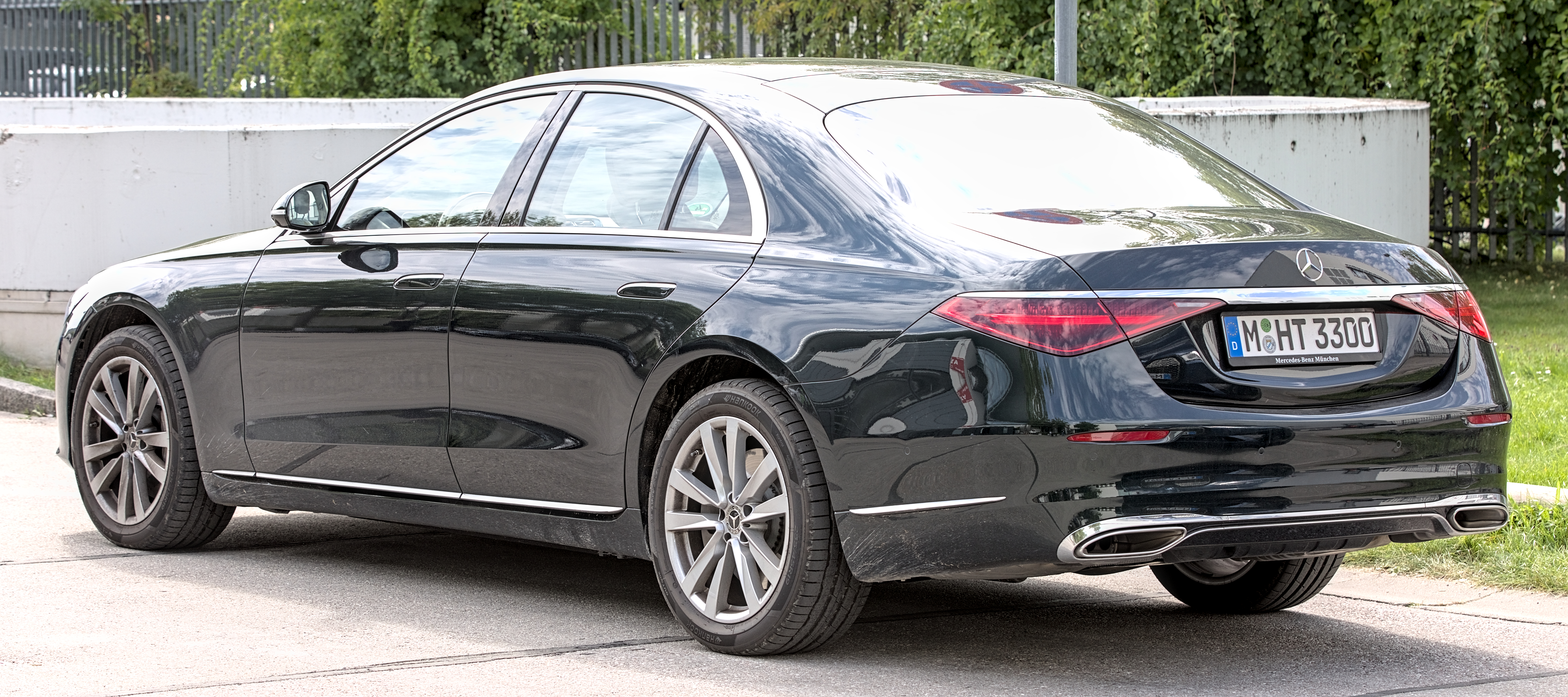
Mercedes-Benz S500 (W223)

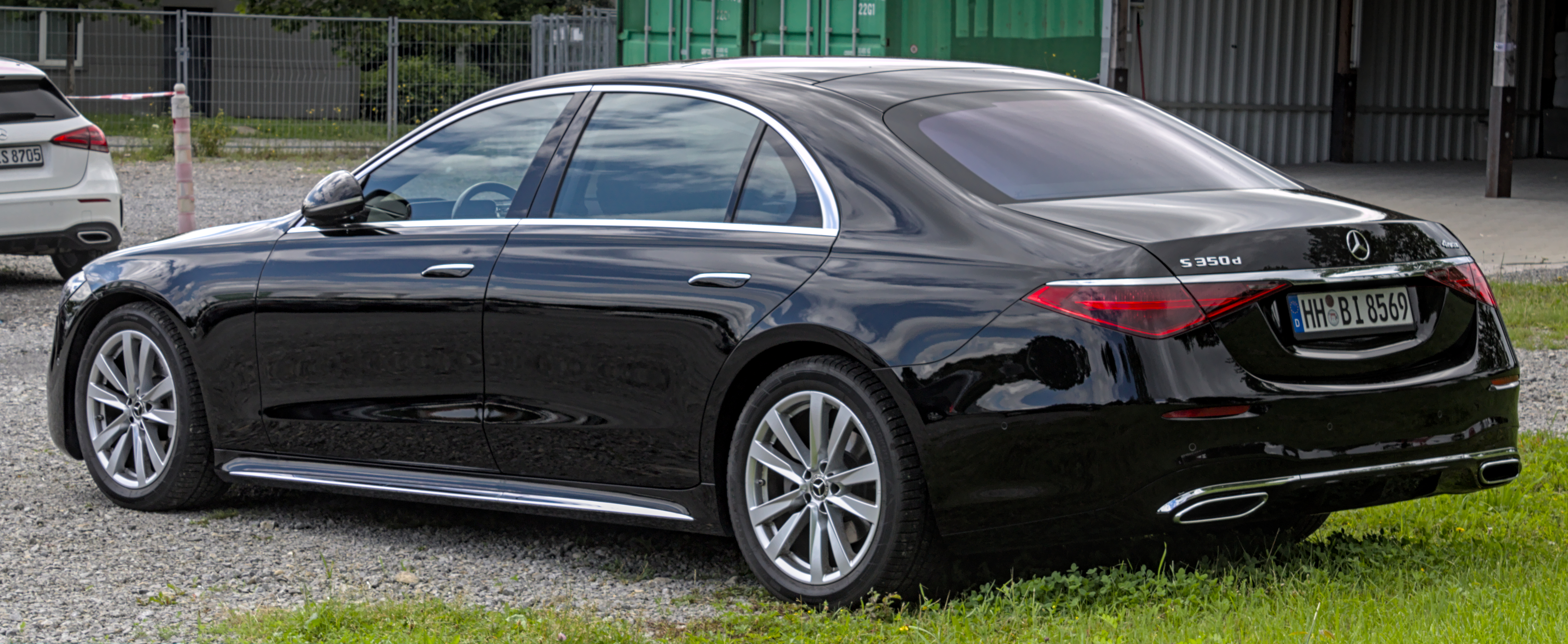
Mercedes-Benz S350d (V223)

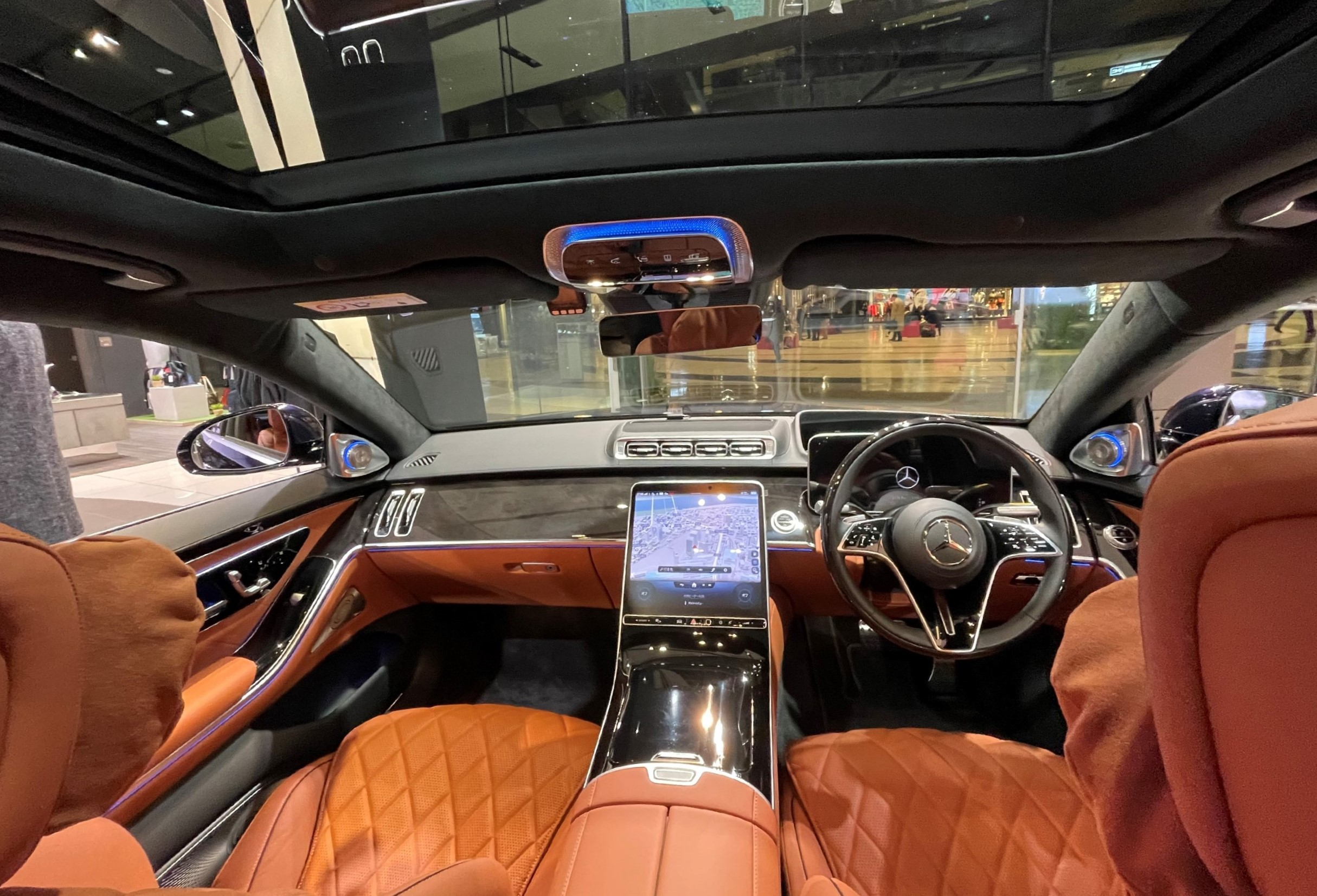

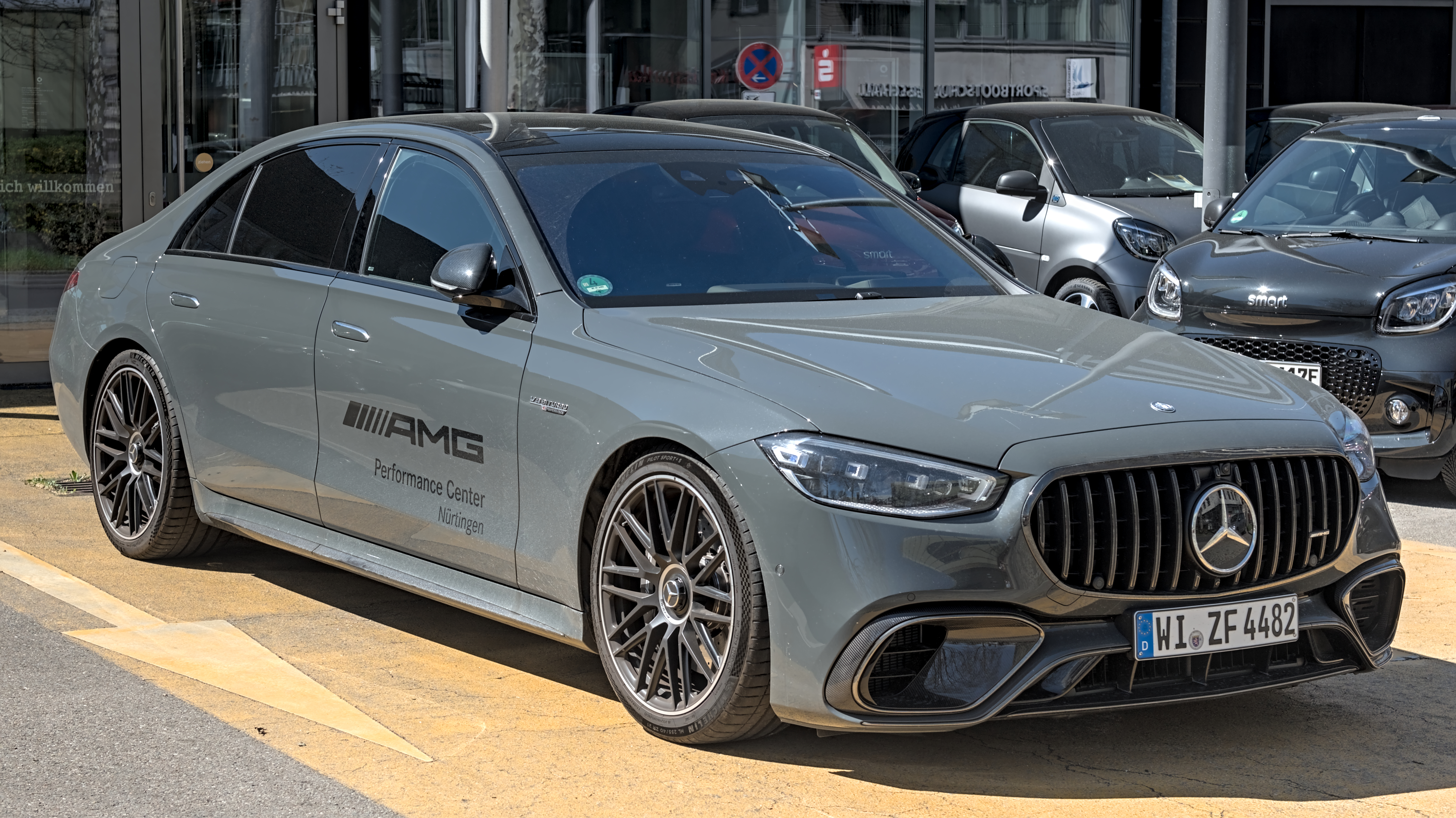
Mercedes-AMG S 63 L (V223)

До фінальної презентації автомобіля німецький концерн Daimler AG влітку 2020 року розсекретив технологічні нововведення в особі мультимедійної системи MBUX, особливостей шасі та систем безпеки, а також нових пристроїв, що підвищують комфорт в салоні. Прем'єра сьомого покоління S-класу відбулася у вересні 2020 року. Тоді дебютував седан, який представили тільки у двох версіях - зі стандартною і збільшеною колісними базами. Модель 223 серії стала першою, яку почали випускати на новому заводі Factory 56 у Зіндельфінгені.
У Німеччині новий S-клас став доступний для замовлення в середині вересня 2020 року з доставленням до дилерів у грудні. Ринковий дебют в США і Китаї відбудеться в лютому 2021 року. На старті продажів в Європі седан доступний в п'яти модифікаціях з рядними трилітровими бензиновими (M256) і дизельними (OM656) двигунами. В Україні продажі стартували у грудні 2020 року. Покупцям пропонувалися тільки шестициліндрові повнопривідні версії S350 d 4MATIC і S450 4MATIC. У стандартну комплектацію для українського ринку увійшли світлодіодна оптика, пневматична підвіска, литі 19-дюймові колісні диски з шинами Run Flat, центральний дисплей на органічних світлодіодах діагоналлю 12,8 дюйма, цифрова приладова панель на 12,3 дюйма, чотиризонний клімат-контроль, обробка натуральним деревом, а також сервопривід кришки багажника. Всі автомобілі комплектуються дев'ятиступеневою АКП 9G-Tronic.

## Опис
Автомобіль побудований на новій модульній платформі MRA другого покоління із заднім або повним приводом 4MATIC.
До лінійки двигунів увійшли «шістки», «вісімки» і гібриди. У строю залишився і нинішній V12, але тільки для версій Maybach і Guard. S-клас вперше отримав повнокероване шасі у двох варіантах: актуатори зможуть повертати задні колеса на 4,5 або на 10 градусів. У другому випадку діаметр розвороту скоротиться на два метри (менше ніж 11 м).
Автомобіль отримав активну гідропневматичну підвіску E-Active Body Control, що працює від 48-вольтової бортової мережі. Вона здатна контролювати ступінь пружності пружин і опір амортизаторів на кожному колесі окремо, тому краще протистоїть нерівностям, крену та клювкам, а також може підняти кузов на 80 мм перед боковим ударом. Вперше в індустрії - фронтальні подушки безпеки для пасажирів другого ряду, зашиті у спинки передніх крісел.
В інтер'єрі автомобіля виділяються портретно-орієнтований центральний OLED екран діагоналлю 12,8 дюйма, а також цифрова приладова панель діагоналлю 12,3 дюйма. Зміни зазнало та контурне підсвічування, яке стало яскравіше й отримала функцію анімації, яка може попереджати водія та пасажирів про небезпеку перестроювання або виступати в ролі індикатора налаштувань клімат-контролю. Нове покоління інтерфейсу MBUX отримало покращене голосове управління та збільшену на 50% обчислювальну потужність.
Електричний аналог моделі отримав назву Mercedes-Benz EQS.

## Двигуни
- 3.0 L M256 E30 DEH LA G R I6-T 367 к.с. + 22 к.с. (S 450)
- 3.0 L M256 E30 DEH LA V6-T (PHEV) 299 к.с. + 150 к.с. сумарно 408 к.с. (S 450 e)
- 3.0 L M256 E30 DEH LA G I6-T 435 к.с. + 22 к.с. (S 500)
- 3.0 L M256 E30 DEH LA V6-T (PHEV) 367 к.с. + 150 к.с. сумарно 510 к.с. (S 580 e)
- 4.0 L M176 DE40 AL V8-TT 503 к.с. + 22 к.с. (S 580)
- 4.0 L M177 DE40 AL V8-TT 639 к.с. 900 Нм + електродвигун 204 к.с. 320 Нм (AMG S 63)
- 6.0 L M279 E60 AL V12 biturbo 612/630 к.с. (S 680/S 680 4MATIC EDITION 100)
- 2.9 L OM656 D29 R SCR I6-T (diesel) 286 к.с. (S 350 d)
- 2.9 L OM656 D29 R SCR I6-T (diesel) 330 к.с. (S 400 d)

## Mercedes-Maybach

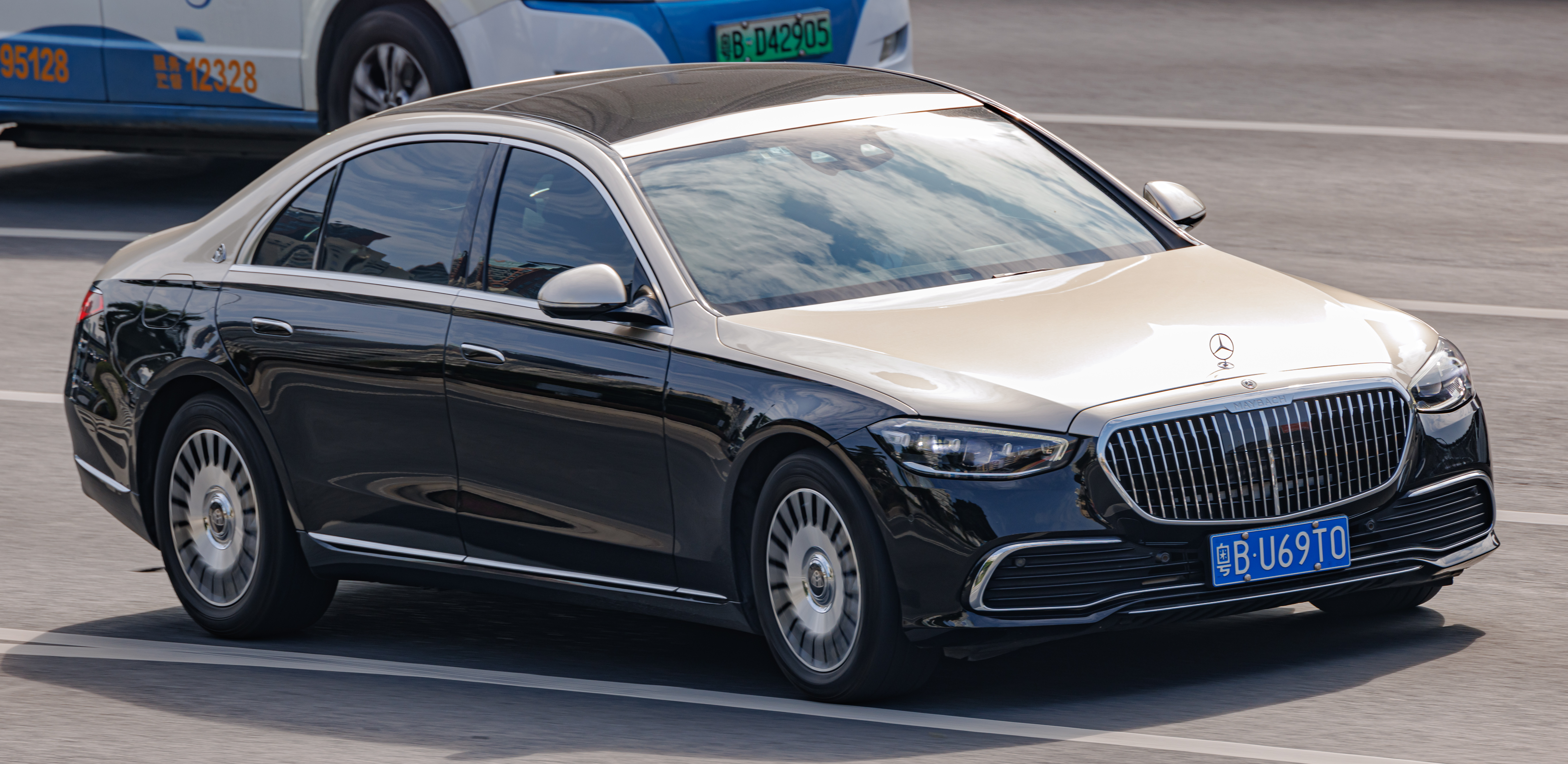
Mercedes-Maybach S680 4MATIC (Z223)

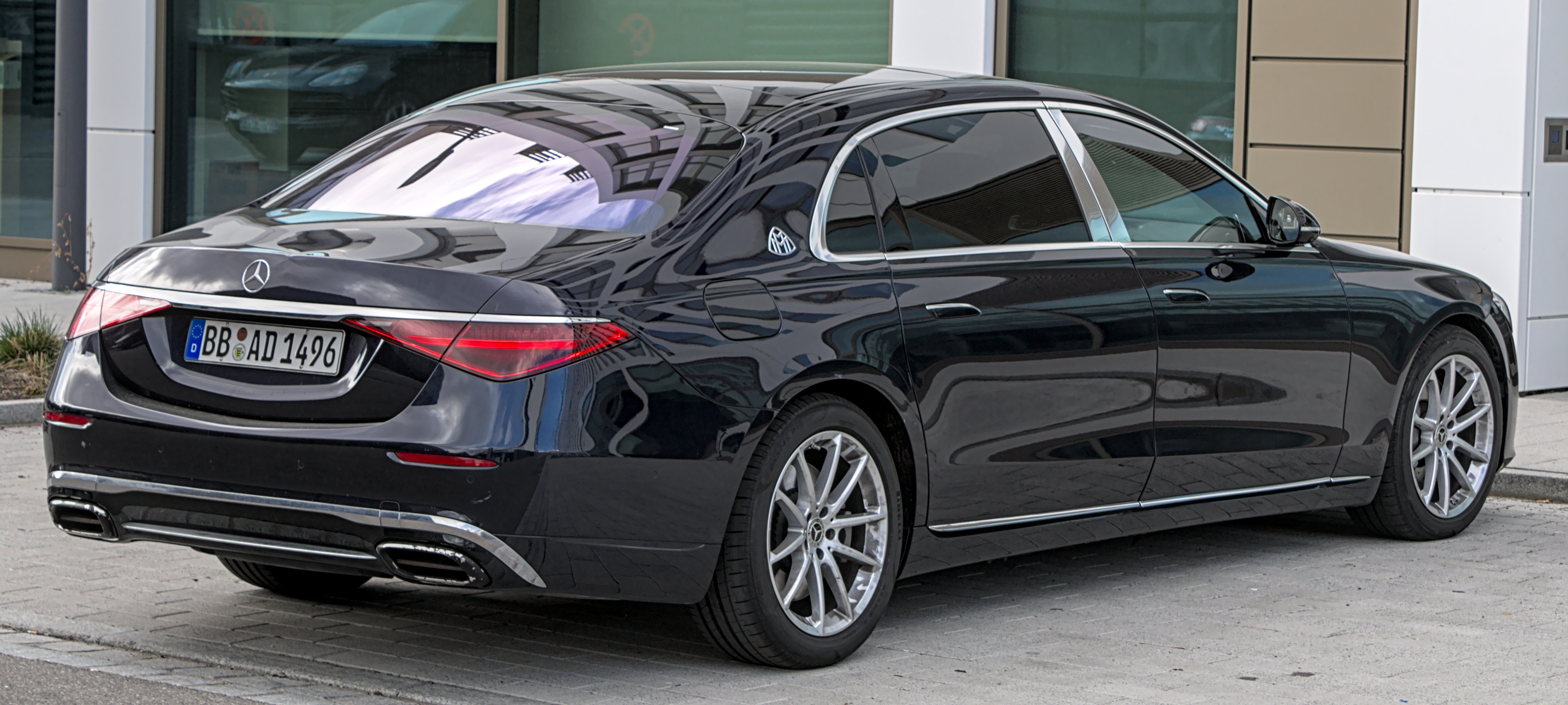
Mercedes-Maybach S580 4MATIC (Z223)

19 листопада 2020 року дебютував Mercedes-Maybach S (заводський індекс Z223) довжиною 5469 мм і колісною базою 3396 мм. Як опцію автомобіль отримає двигун 6,0 л V12 twin-turbo.
На ринку автомобіль доступний з весни 2021 року.